# Cristina Fallarás

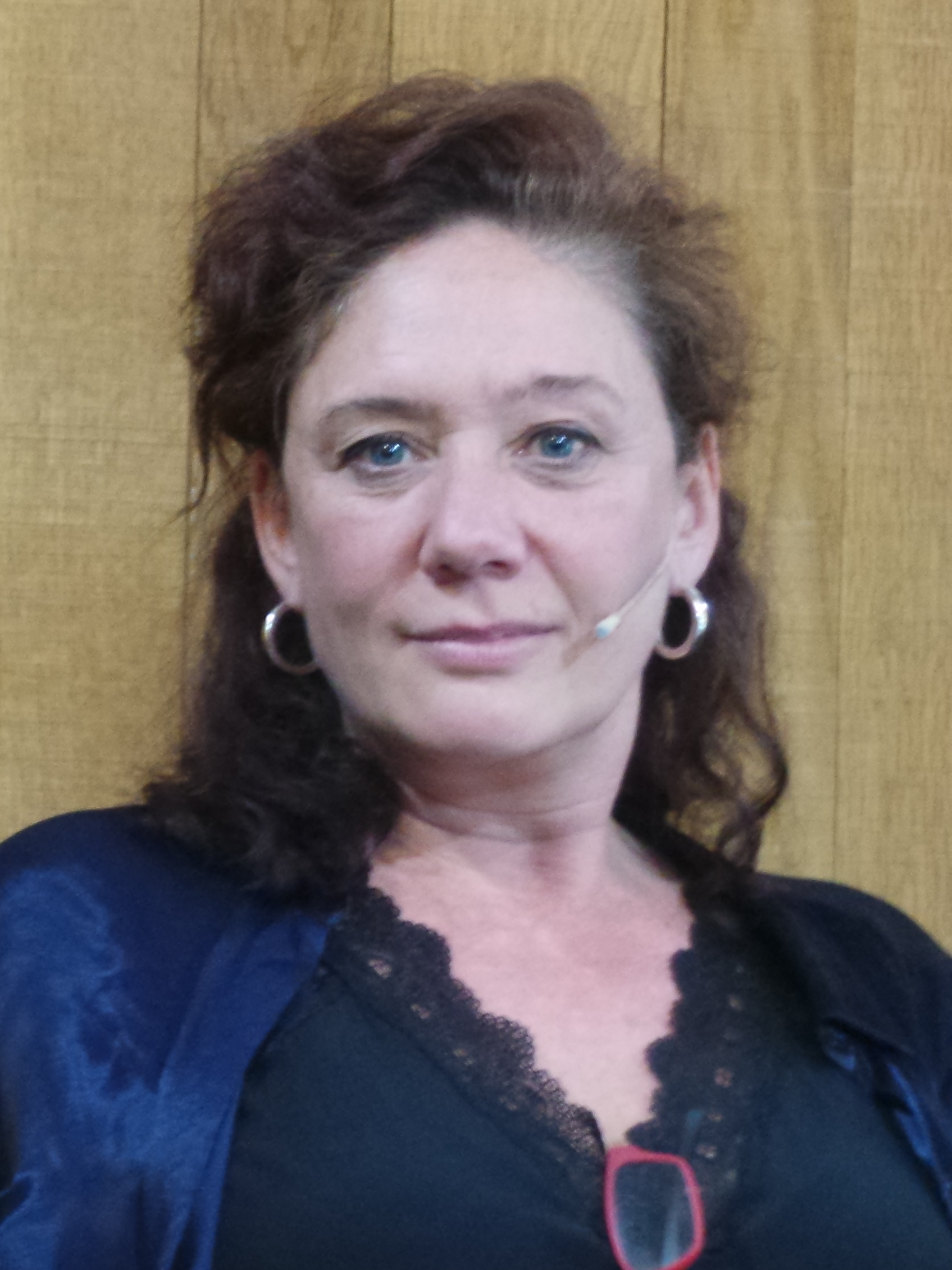
Cristina Fallarás w 2017 roku

Cristina Fallarás (ur. 1968, Saragossa) –  hiszpańska pisarka i dziennikarka.
Studiowała dziennikarstwo na Universidad Autónoma w Barcelonie i rozpoczęła pracę w zawodzie. Pisała dla „El Mundo”, „El Periódico de Catalunya” oraz „ADN”, oraz dla mediów elektronicznych: w hiszpańskim radiu publicznym (RNE), a także w telewizji Cuatro i katalońskiej Antena 3. Obecnie stoi na czele portalu Sigueleyendo, propagującego czytelnictwo oraz książkę elektroniczną.
W 2002 r. zadebiutowała jako pisarka, publikując prowokacyjną książkę La otra Enciclopedia Catalana, w której przedstawiła obraz społeczeństwa katalońskiego od A do Z. W 2012 r. była pierwszą kobietą w historii festiwalu Semana Negra w Gijón, która otrzymała prestiżową Nagrodę im. Dashiella Hammetta za powieść kryminalną Las niñas perdidas, której akcja rozgrywa się w Barcelonie.

## Twórczość
- La otra Enciclopedia Catalana (2002)
- Rupturas (2003)
- No acaba la noche (2006)
- Así murió el poeta Guadalupe (2009)
- Las niñas perdidas (2011)
- Últimos días en el Puesto del Este (2011)